# Fenoxiättiksyra
Fenoxiättiksyra (IUPAC-namn är 2-fenoxietansyra), C8H8O3, är kemisk förening som består av en fenoxidel (härledd från fenol) bunden med en eterbindning till ättiksyra. Fenoxiättiksyra bildar färglösa nålformiga kristaller med doft av honung, är svårlösligt i vatten, och lättlösligt i isättika, alkohol och dietyleter.
Derivat av fenoxiättiksyra används som herbicider, fungicider, doftämnen och färgämnen.

## Klorderivat
Klorderivat av fenoxiättiksyra, såsom 2,4-diklorfenoxiättiksyra (2,4-D) och 2,4,5-triklorfenoxiättiksyra (2,4,5-T) har använts som herbicider.

### Användning i Sverige
I Sverige har 2,4-diklorfenoxiättiksyra och 2,4,5-triklorfenoxiättiksyra sålts under namnet Hormoslyr och använts bland annat för bekämpning av sly inom skogsbruket. BT Kemi var en tillverkare av dessa preparat.
Dessa herbicider, som av media ibland betecknas "fenoxisyror", förbjöds på grund av att de också innehöll mycket hälsoskadliga föroreningar i form av polyklorerade dibensodioxiner, bland annat 2,3,7,8-tetraklordibenso-p-dioxin (TCDD). Från och med 1992 får därför inga fenoxisyrapreparat användas för bekämpning av lövsly i Sverige.